# Tianevo
Tianevo (bulgariska: Тянево) är ett distrikt i Bulgarien.   Det ligger i kommunen Obsjtina Simeonovgrad och regionen Chaskovo, i den centrala delen av landet, 230 km öster om huvudstaden Sofia.
Trakten runt Tianevo består till största delen av jordbruksmark. Runt Tianevo är det ganska glesbefolkat, med 38 invånare per kvadratkilometer.